# 5506-os mellékút (Magyarország)
Az 5506-os mellékút egy csaknem 25 kilométeres hosszúságú, négy számjegyű mellékút Bács-Kiskun vármegye déli részén; az 51-es főút bajai szakaszától vezet a bácsszentgyörgyi határátkelőhelyig.

## Nyomvonala
Baja Szállásváros nevű városrészének északnyugati részén, a város központjától majdnem pontosan egy kilométerre délre ágazik ki az 51-es főútból, annak a 161+650-es kilométerszelvényénél. Dél felé indul, Szabadság utca néven, így éri el a belterület déli szélét is, mintegy 1,8 kilométer megtétele után.
4,3 kilométer megtételét követően átszeli Vaskút határát, a község első házait 5,9 kilométer után éri el; ott a korábbi déli iránya helyett már inkább dél-délkeleti, néhol délkeleti irányt követ. A települési neve ott egy darabig Bajai út, majd Kossuth Lajos utca, a lakott terület déli részén pedig Garai út. Ez utóbbi néven hagyja el a település belterületét, 8,4 kilométer után.
Nagyjából 12,2 kilométeren van túl, amikor átlépi Gara északi határát, a falu lakott területére 15,5 kilométer után érkezik meg, s ott szinte azonnal egy elágazáshoz ér, ahonnan az 5505-ös út indul nyugati irányban. Gara központjáig a két út közös szakaszon halad, Kossuth Lajos utca néven, kilométer-számozás tekintetében egymással ellentétes irányban haladva; a központban aztán kettéválnak, ahonnan az 5506-os változatlan irányban halad tovább. Nagyjából 17,5 kilométer után hagyja maga mögött e község déli szélét.
A 21+350-es kilométerszelvénye közelében keresztezi az útjába eső utolsó hazai település, Bácsszentgyörgy északi határszélét; a lakott területet az út amúgy nemigen érinti, oda csak az 55 115-ös számú mellékút vezet, amely kicsivel a 23. kilométere után ágazik ki az 5506-os útból, nyugat-délnyugati irányban. Mindegy fél kilométerrel arrébb az út áthalad a Kígyós-főcsatorna folyása felett, 24,3 kilométer után pedig eléri az itteni határátkelőhely térségét. Kevéssel ezután, az országhatárt elérve ér véget; folytatása már számozatlan mellékútként húzódik a szerbiai Haraszti (Szerbia) (Растина / Rastina) területén.
Teljes hossza, az országos közutak térképes nyilvántartását szolgáló kira.gov.hu adatbázisa szerint 24,520 kilométer.

## Települések az út mentén
- Baja
- Vaskút
- Gara
- Bácsszentgyörgy